# Calasetta
Calasetta – miejscowość i gmina we Włoszech, w regionie Sardynia, w prowincji Sud Sardynia. Graniczy z Sant'Antioco.
Według danych na rok 2017 gminę zamieszkiwało 219 osób, 94 os./km².